# Уляшево
Уляшево — деревня в муниципальном районе «Печора» Республики Коми. Входит в городское поселение Кожва.

## Географическое положение
Деревня расположена на левом берегу Печоры в устье реки Лиственничная, в 34 километрах на север от районного центра.

## Климат
Населенный пункт расположен в умеренно-континентальном климатическом поясе. Для территории характерно короткое и умеренно-холодное лето, зима многоснежная, продолжительная и умеренно-суровая. Климат формируется в условиях малого количества солнечной радиации зимой, под воздействием северных морей и интенсивного западного переноса воздушных масс. Вынос теплого морского воздуха, связанный с прохождением атлантических циклонов, и частые вторжения арктического воздуха с Северного Ледовитого океана придают погоде большую неустойчивость в течение всего года. Средняя температура января −19 °С, июля +16 °С.

## История
Деревня получила свое название от фамилии первых жителей Уляшевых, которые сюда переселились из деревни Изваиль в начале XX века. В 1920 году было 3 двора и 17 человек. В 1970 году проживало 112 человек, после чего население сокращается.

## Население
| 2010 |
| ---- |
| 17   |

Постоянное население 26 человек (2002), в том числе коми 77 %.